# Hilberts hotel
Hilberts hotel is een verzonnen hotel met paradoxale eigenschappen, dat David Hilbert bedacht om het idee van een getal dat groter is dan alle andere getallen (transfiniet getal) uit te leggen. Hilbert kwam met zijn hotel in zijn college Über das Unendliche uit 1924. Het werd breder bekend door George Gamows boek One Two Three... Infinity. Facts and Speculations of Science. uit 1947.

## De paradox
Hilberts hotel heeft een aftelbaar oneindig aantal kamers. Het paradoxale aspect van het hotel is dat, zelfs als alle kamers bezet zijn, het een oneindig aantal nieuwe gasten kan opnemen.
Het hotel kan één extra gast herbergen als alle gasten precies één kamer opschuiven; evenzo kan het ieder eindig aantal n nieuwe gasten opnemen als alle gasten n kamers opschuiven.
Het hotel kan zelfs een aftelbaar oneindig aantal nieuwe gasten herbergen: in dat geval moeten alle gasten in het hotel verhuizen naar de kamer met het dubbele kamernummer. Aangezien een vermenigvuldiging met 2 altijd een even getal oplevert, komt er nu een oneindig aantal kamers leeg te staan: alle kamers met oneven kamernummers. De nieuwe gasten kunnen deze kamers betrekken.
Maar wat als bij het volle hotel aftelbaar oneindig veel bussen aankomen, elk met aftelbaar oneindig veel gasten? Geen probleem. De aanwezige gasten gaan weer als tevoren naar de kamers met de even kamernummers. Vervolgens gaan de gasten uit bus 1 naar de kamers met de nummers 3, 9, 27,... dus machten van 3. Uit bus 2 betrekken de gasten de kamers met als nummers de machten van 5, dus de kamers 5, 25, 125,... Voor bus 3 nemen we de kamers met de machten van 7 als nummers. Steeds nemen we voor een volgende bus de kamers met de machten van een volgend priemgetal als nummer. We weten dan zeker dat de kamers voor de gasten vrij zijn. Er blijven zelfs nog aftelbaar oneindig veel lege kamers over!